# Хмельницкий областной совет
Хмельницкий областной совет (укр. Хмельницька обласна рада) — представительный орган местного самоуправления, который представляет общие интересы территориальных общин сёл, посёлков, городов, в пределах полномочий, определенных Конституцией Украины, Законом Украины «О местном самоуправлении на Украине» и другими законами, а также полномочий, переданных им сельскими, поселковыми, городскими советами.
Областной совет состоит из депутатов, избирается населением Хмельницкой области сроком на пять лет. Совет избирает постоянные и временные комиссии. Областной совет проводит свою работу сессионно. Сессия состоит из пленарных заседаний и заседаний её постоянных комиссий.

## Состав
- За конкретные дела — 19
- Блок Петра Порошенко «Солидарность» — 17
- Аграрная партия Украины — 11
- ВО «Батькивщина» — 11
- ВО «Свобода» — 10
- Радикальная партия Олега Ляшко — 8
- Самопомощь — 8

## Список постоянных комиссий[1]
- Комиссия по вопросам законности, противодействия коррупции, регламента, депутатской деятельности и местного самоуправления
- Комиссия по вопросам охраны здоровья, труда и социальной защиты населения
- Комиссия по вопросам экономического развития, промышленности, предпринимательства, энергетики, транспорта и связи
- Комиссия по вопросам бюджета и финансов
- Комиссия по вопросам сельского хозяйства, продовольствия и земельных отношений
- Комиссия по вопросам строительства, жилищно-коммунального хозяйства, инвестиционной политики, природопользования и экологии
- Комиссия по вопросам образования, науки, культуры, молодёжной политики, спорта и туризма
- Комиссия по вопросам децентрализации, регионального развития и коммунальной собственности

## Руководство совета[2]
- Михаил Загородный — председатель областного совета
- Неонила Андрейчук — первый заместитель председателя областного совета
- Валерий Лесков — заместитель председателя областного совета
- Татьяна Зеленко — заместитель руководителя исполнительного аппарата областного совета
- Валентина Полищук — управляющий делами исполнительного аппарата областного совета

## Список председателей Хмельницкого областного совета[3]
| Фото | Имя                                                         | Годы жизни | Начало срока    | Конец срока     | Примечания |
| ---- | ----------------------------------------------------------- | ---------- | --------------- | --------------- | ---------- |
|      | Евгений Яковлевич Гусельников Євген Якович Гусельников      | 1940—2010  | 12 февраля 1991 | 31 марта 1992   |            |
|      | Пётр Иванович Мажаров Петро Іванович Мажаров                | р. 1938    | 10 апреля 1992  | июнь 1994       |            |
|      | Евгений Яковлевич Гусельников Євген Якович Гусельников      | 1940—2010  | 28 июня 1994    | апрель 1998     |            |
|      | Николай Иванович Приступа Микола Іванович Приступа          | род. 1959  | 14 апреля 1998  | апрель 2002     |            |
|      | Анатолий Анисимович Овчарук Анатолій Онисимович Овчарук     | род. 1946  | апрель 2002     | 4 мая 2006      |            |
|      | Иван Васильевич Гладуняк Іван Васильович Гладуняк           | род. 1959  | 4 мая 2006      | 19 ноября 2010  |            |
|      | Николай Васильевич Дерикот Микола Васильович Дерикот        | род. 1958  | 19 ноября 2010  | 26 февраля 2014 |            |
|      | Иван Ярославович Гончар Іван Ярославович Гончар             | род. 1977  | 26 февраля 2014 | 27 ноября 2015  |            |
|      | Михаил Васильевич Загородный Михайло Васильович Загородний  | род. 1966  | 27 ноября 2015  | 7 декабря 2020  |            |
|      | Виолета Александровна Лабазюк Віолета Олександрівна Лабазюк | род. 1986  | 7 декабря 2020  | н. в.           |            |